# Julius Röntgen
Julius Röntgen (Leipzig, 9 de maig, 1855 - Utrecht, 13 de setembre, 1932), va ser un compositor i pianista alemany-holandès.

## Biografia
Julius Roentgen provenia d'una família de músics alemany-holandesos. El seu pare Engelbert Röntgen era concertista de l'Orquestra Gewandhaus de Leipzig, Roentgen estava llunyanament emparentat amb el físic Wilhelm Röntgen. La seva mare Pauline era pianista i provenia de la respectada família de músics Klengel de Leipzig. Julius Klengel, violoncel·lista de la Gewandhaus, era el seu cosí.
Era un nen especialment dotat i, com les seves dues germanes, no anava a l'escola. Els seus pares i avis els van ensenyar música, i els professors particulars s'encarregaven de la resta d'assignatures. Röntgen va rebre les seves primeres lliçons de piano de Carl Reinecke, el director de l'Orquestra Gewandhaus. Les seves primeres composicions (ja de petit) van estar influenciades per Reinecke, però també per Robert Schumann, Franz Liszt i Johannes Brahms.
El març de 1870, als 14 anys, Röntgen va visitar Franz Liszt a Weimar i, després d'una audició, va rebre una invitació per a una vetllada a casa de Liszt. Roentgen va anar més tard a Munic, on va estudiar piano amb Franz Lachner, un amic de Franz Schubert. Als 18 anys va començar la seva carrera com a pianista professional. Una gira de concerts pel sud d'Alemanya el va reunir amb el cantant Julius Stockhausen, de 29 anys. També va ser durant aquest temps quan va conèixer l'estudiant de música sueca Amanda Maier, amb qui es va casar el 1880.
El 1877, Röntgen es va enfrontar a una decisió que marcaria la seva vida: anar a Viena o a Amsterdam. Es va decidir per Amsterdam i un lloc com a professor de piano a l'escola de música d'allà. El professor Loman, professor de teologia a la Universitat d'Amsterdam i una figura destacada de la vida cultural de la ciutat, que era amic del pare de Roentgen, va prometre als pares que prendria el seu fill de 22 anys sota la seva ala.
Una carta de desembre de 1877 mostra que Röntgen descriu l'escola de música com un lloc per a nens i aficionats, que, com que no té suport públic, mira més el nombre que la qualitat dels seus alumnes.
Entre 1878 i 1885, Johannes Brahms va visitar sovint Amsterdam i va conèixer Roentgen allà. El 1884, Röntgen va interpretar sota la direcció de Brahms el seu Concert per a piano núm. 2 en si major, Op. 83. El 1883 va fundar l'Amsterdamsch Conservatorium (Conservatori d'Amsterdam) juntament amb els compositors Frans Coenen i Daniel de Lange.
El 1884 es va començar a planificar una nova sala de concerts, el Concertgebouw d'Amsterdam, en la qual Röntgen va participar molt. El 1888 va sol·licitar la direcció de l'orquestra que ara tocava en aquesta sala, però es va sentir molt decebut quan es va donar preferència a l'alemany Hans von Bülow. El comitè tenia dubtes sobre les habilitats artístiques de Roentgen com a director, però von Bülow no estava disponible per limitacions de temps. Finalment es van decidir pel violinista Willem Kes.
Roentgen es va dedicar cada cop més a compondre música de cambra i al seu treball per al conservatori. Va celebrar un gran èxit com a pianista acompanyant del gran violinista Carl Flesch, el cantant Johannes Messchaert i el violoncel·lista català Pau Casals. Va visitar Viena amb Messchaert almenys una vegada a l'any, on sovint es trobava amb Brahms.
Durant aquest temps es va fer amic del compositor noruec Edvard Grieg, a qui visitava sovint a la seva vila Troldhaugen a Bergen. Grieg, al seu torn, va visitar Amsterdam diverses vegades per actuar al Concertgebouw. L'amistat amb Grieg va ser crucial per al desenvolupament de la música de Roentgen. Quan Grieg va morir a Noruega el 1907, també es va ocupar de la propietat del famós compositor noruec. Després de la mort de Grieg, Röntgen va escriure una interessant biografia en holandès amb parts de la seva extensa correspondència.
Durant el període de descans artístic a l'estiu d'Amsterdam, Röntgen viatjava sovint amb la seva família a Dinamarca, on va conèixer Bodil de Neergaard. En aquesta casa "Fuglsang", que és molt important per a la vida musical de Dinamarca, va conèixer, entre d'altres, els compositors danesos Emil Hartmann i Carl Nielsen. Això es va convertir en una llarga i fructífera relació artística i una estreta relació amb Dinamarca, que va portar als seus fills a aprendre danès amb fluïdesa.
Durant uns anys, Röntgen va formar un trio de piano amb els seus fills del seu primer matrimoni. El seu segon matrimoni (1897) amb la talentosa professora de piano Abrahamina des Amorie van der Hoeven (la seva primera dona Amanda havia mort el 1894) va donar lloc a quatre fills més, tres dels quals també van seguir carreres musicals professionals.
Poc després de la Primera Guerra Mundial (1919), Röntgen es va convertir en ciutadà holandès. El motiu va ser que el seu primer fill del seu segon matrimoni, Johannes, va ser cridat al servei militar alemany. El seu segon fill del seu primer matrimoni, el violoncel·lista Engelbert, que va emigrar a Amèrica, es va convertir en soldat en una companyia mèdica de l'exèrcit nord-americà. El resultat va ser que Röntgen no va poder actuar com a músic al seu país durant molts anys.

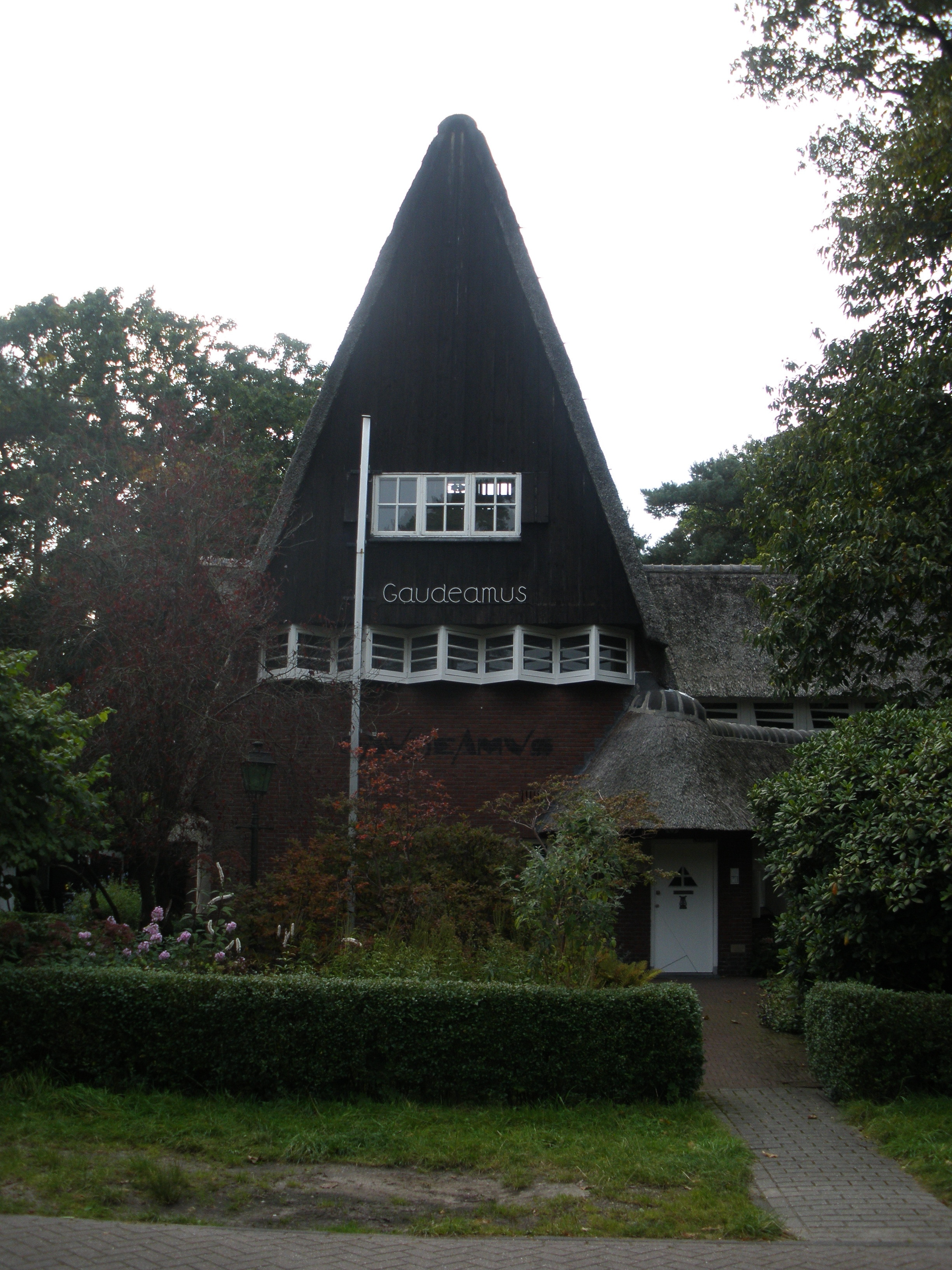
Villa Gaudeamus

El 1924 Julius Röntgen es va jubilar. Es va traslladar a Bilthoven prop d'Utrecht. El seu fill Frants va construir-hi la finca Gaudeamus a l'estil de l'"Escola d'Amsterdam". La sala de música era rodona i "flotava, per dir-ho així, sobre el terra": l'arquitecte havia col·locat la sala de música sobre un petit fonament de la vil·la. Durant els últims vuit anys de la seva vida va crear unes 100 composicions, la majoria de música de cambra i cançons, però també 25 simfonies, de les quals només tres es van interpretar durant la seva vida.
Molts músics coneguts el van visitar a Gaudeamus, entre ells: el violoncel·lista espanyol Pau Casals i el jove pianista i compositor australià Percy Grainger. Röntgen va ensenyar anàlisi musical, especialment en composicions de Hindemith, Stravinsky, Schönberg i Willem Pijper.
El 1928, Röntgen va visitar el seu fill Engelbert als Estats Units. Aquest últim liderava ara el grup de violoncel·listes del Metropolitan Opera de Nova York. Allà estava entusiasmat amb la música de jazz. En particular, el jove compositor George Gershwin li va causar una profunda impressió. Algunes composicions dels darrers anys han estat influenciades per la música jazz.
En el seu darrer any, Röntgen va experimentar amb la música àtonal, escrivint una simfonia bitonal que mai es va publicar durant la seva vida, però que ara està disponible en un CD del segell Cobra CD. Al cinema Tuschinsky d'Amsterdam, de vegades acompanyava amb piano pel·lícules mudes del folklorista Dick van der Ven. Va tocar peces de música popular que havia adaptat anteriorment. Com molts altres pianistes de la seva època, també va fer enregistraments amb la pianola.
El 1930, Röntgen va rebre un doctorat honoris causa per la Universitat d'Edimburg. El musicòleg britànic Donald Francis Tovey va escriure al seu obituari al diari The Times que el treball compositiu de Röntgen abastava totes les formes d'art musical, representava un domini consumat de les tècniques de composició i cada sèrie de les seves obres culminava amb un domini únic.
El 13 de setembre de 1932, Julius Röntgen va morir en una clínica d'Utrecht.
Després de la Segona Guerra Mundial, Villa Gaudeamus es va convertir en la seu de la Gaudeamus Society, una societat per a la música moderna holandesa.
El segell clàssic alemany cpo, especialitzat en primers enregistraments de música clàssica, ha publicat (a partir del 2021) catorze CD amb les seves simfonies (3, 5, 6, 7, 8, 9, 10, 11, 12, 14, 15, 18, 19, 21, 22–24), concerts per a violí, violoncel i piano i, per tant, va contribuir significativament a donar a conèixer el seu nom de nou. El segell ha anunciat que gravarà totes les seves simfonies. Funciona en part amb el Nederlands Muziekinstituut.

## Obres publicades (selecció)
- Ballade für Klavier (L'editor musical Hofmeister)
- Passaglia und Fuge für Klavier (L'editor musical Hofmeister)
- Präludium und Fuge für Klavier' (L'editor musical Hofmeister)
- Cellosonate a-Moll op. 41 (Editorial musical B-Note)
- Sonate Nr.1 für Oboe und Klavier (Universal Edition)
- Sonate für Fagott und Klavier (Premi Editorial Musical)
- Sonate für Viola und Klavier (Donem, Amsterdam)
- Trio für Flöte, Oboe, Fagott G-Dur op. 86 (Premi Editorial Musical)
- Hirtenlied für Oboe, 2 Violinen und Kontrabass (Karthause Music Editors)
- Jung Volker op. 54 für Männerchor (Verlag Thomi-Berg)